# Notholaena lemmonii
Notholaena lemmonii är en kantbräkenväxtart som beskrevs av D. C. Eat. Notholaena lemmonii ingår i släktet Notholaena och familjen Pteridaceae. Utöver nominatformen finns också underarten N. l. australis.